# HMS Wager (1739)
Pour les autres navires du même nom, voir HMS Wager.
Le HMS Wager est un navire de sixième rang à gréement carré et doté de 28 canons, appartenant à la Royal Navy. Il est construit comme navire des Indes orientales vers 1734 et effectue deux voyages en Inde pour le compte de la Compagnie des Indes orientales avant que la Royal Navy ne l'achète en 1739. Le Wager, qui appartient à l'escadre commandée par le capitaine George Anson, fait naufrage sur la côte sud du Chili le 14 mai 1741. Le naufrage du Wager devient célèbre du fait des aventures des survivants, perdus sur une île désolée en plein hiver patagonien, et en raison de la mutinerie qui s’est ensuivie.

## Au service de la Compagnie des Indes orientales
Le Wager est au départ un East Indiaman, navire de commerce armé construit principalement pour accueillir de grosses cargaisons de marchandises en provenance d'Extrême-Orient. Il porte 30 canons et un équipage de 98 hommes.
Sous les ordres du capitaine Charles Raymond, il quitte les Downs le 13 février 1735, arrive à Madras le 18 juillet et retourne en Angleterre, via Sainte-Hélène, en juillet 1736.
Il effectue sa deuxième et dernière course pour la Compagnie en Inde en 1738, naviguant via le cap de Bonne-Espérance jusqu'à Madras et le Bengale, s'en retournant dans les Downs le 27 août 1739,.

## Au service de la Royal Navy
L'Amirauté achète le Wager en novembre 1739 et le classe comme un sixième rang de 28 canons. Il rejoint une escadre dirigée par George Anson, pour attaquer les intérêts espagnols sur la côte ouest du Pacifique de l'Amérique du Sud. Son rôle est de transporter des réserves supplémentaires d'armes légères, de balles et de poudre afin d'approvisionner les troupes débarquées. Il porte le nom du principal financier du voyage, l'amiral Sir Charles Wager, premier lord de l'Amirauté.
Il est armé pour le service naval au Deptford Dockyard entre novembre 1739 et 3 mai 1740.

## Le tour du monde de George Anson
Le voyage du Commodore Anson dans le Pacifique, en août 1740, comprend six navires de guerre et deux de transport, soit un total de 1 854 hommes. L'Amirauté place le Wager sous les ordres du capitaine Dandy Kidd, qui meurt avant que le navire n'atteigne le cap Horn. Le lieutenant David Cheap est promu capitaine par intérim. L'escadre contourne le cap Horn. Mais le mauvais temps disperse les navires de l'escadre, dont le Wager, qui se dirige vers la côte du Chili d'aujourd'hui.

## Le naufrage duWager

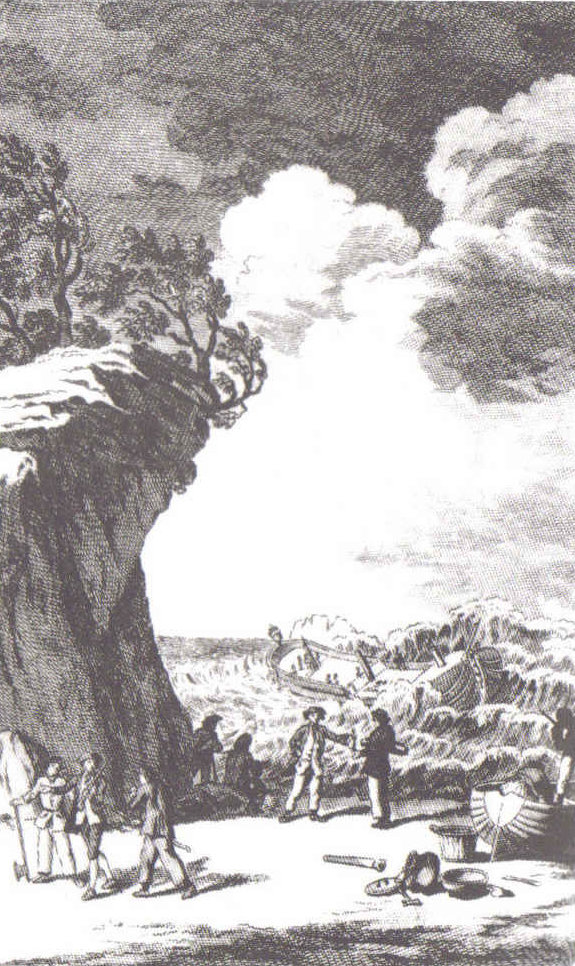
Le naufrage du Wager, frontispice du récit de John Byron.

Le 13 mai 1741, à 9 heures du matin, le Wager entre dans une grande baie inexplorée (le golfe de Penas). À 14 heures, la terre est aperçue à l'ouest et au nord-ouest. L'équipage au complet est rassemblé pour hisser les voiles et diriger le navire vers le sud-ouest. Au cours de la manœuvre, le capitaine Cheap tombe de l'échelle de dunette et se luxe l'épaule. Le navire désemparé et usé a du mal à quitter la baie. Le lendemain, à 4 h 30, le navire heurte des rochers, brise son gouvernail et se trouve partiellement inondé. En contrebas, des invalides, trop malades pour sortir de leur hamac, sont noyés. Le navire est alors dirigé vers la terre et s'échoue. Le Wager heurte la côte à un endroit désormais connu sous le nom de l'île Wager, en position 47° 40′ 43″ S, 75° 02′ 57″ O
dans l'archipel Guayaneco près d'une ile dénommée Byron Island en l'honneur de l'officier resté loyal nommé John Byron. Certains membres de l'équipage entrent par effraction dans la cale, se saoulent, s'arment, et commencent à piller, à s'habiller en officiers et à se battre. Les 140 autres hommes et officiers survivants prennent place à bord de canots et rejoignent la terre. Le lendemain, vendredi 15 mai, le navire encalminé, inondé, noie de nombreux membres ivres de l'équipage restés à bord.

## La mutinerie duWager
Après le naufrage du Wager, l'équipage se divise en deux clans : 81 hommes dirigés par le canonnier John Bulkeley, embarquent sur de petits canots vers l'Angleterre via la côte est de l'Amérique du Sud, et 20 hommes, dont le capitaine Cheap et l'aspirant John Byron, restent sur Wager Island. Après une série de désastres, plus de cinq ans plus tard, six membres du groupe de Bulkeley et quatre du groupe du capitaine Cheap rentrent en Angleterre, seuls survivants des 300 hommes du Wager.

## Réponse espagnole et sort du site de l'épave
L'arrivée des Britanniques suscite une grande inquiétude parmi les Espagnols qui explorent les archipels de Patagonie pour les nettoyer de toute éventuelle présence britannique,. Dans les années 1740, le vice-roi du Pérou et le gouverneur du Chili veulent agrandir les frontières de l'empire espagnol dans le Pacifique Sud-Est et empêcher l'établissement d'une base britannique. Les îles Juan Fernández sont colonisées et le fort de Tenquehuen est établi dans l'archipel de Chonos, près de la péninsule de Taitao . Ce fort est occupé pendant un an et demi avant d'être abandonné.
Des cartes espagnoles du milieu du XVIIIe siècle montrent l'emplacement approximatif de l'épave, ce qui indique qu'elle était connue de l'élite locale de l'époque.
Fin 2006, une expédition de la Scientific Exploration Society (SES) recherche l'épave du Wager et la trouve à l'angle nord-ouest de l'île Wager, dans des eaux peu profondes. Il en reste un morceau de coque en bois de 5 x 5 m avec certains des cadres et bordage extérieur. Elle se trouve au fond d'une petite rivière, devenue temporairement un torrent après une tempête qui a eu pour effet d'enlever une couche de sable qui la recouvrait. La datation au carbone 14 indique une date contemporaine du Wager. L'expédition identifie également le « Mont Misery », ainsi nommé par les survivants dans les récits contemporains et utilisé comme point de vue, colline de 180 m de haut située à environ 3 km au sud et à l'intérieur des terres des vestiges.
Un résumé de 28 pages de l'expédition SES 2006 par le chef Major Chris Holt figure dans le livre de C. H. Layman publié en 2015 . Il comprend des cartes détaillées et des photographies en couleur des lieux et des objets. Il explique que l'île Wager a surgi hors de la mer à 7 m de hauteur en raison de 94 tremblements de terre depuis 1741. L'un de ces événements s'est produit pendant la catastrophe elle-même, comme le raconte le journal de John Bulkeley. L'île est proche de la limite des plaques tectoniques actives au bord de l'océan Pacifique. Le plus grand tremblement de terre jamais enregistré dans la région se produit en 1960. Cette activité sismique majeure modifie considérablement la forme de l'île Wager depuis la catastrophe de 1741. Elle est désormais plus grande et plus haute. Ce qui est aujourd'hui un lac intérieur à l'angle nord-ouest de l'île était autrefois une crique ouverte sur la mer, comme le montrent les cartes de l'Amirauté du début des années 1800. Quelque part dans cette crique, aujourd'hui un lac intérieur, se trouvait probablement l'emplacement du camp des survivants en 1741, plutôt que sur le littoral actuel.
En 2007, l'expédition Transpatagonia visite le site de l'épave et découvre d'autres restes.

## Les récits relatant l'aventure duWager
Le roman The Unknown Shore (en) (1959) de Patrick O'Brian est basé sur les récits des survivants. L'un des membres de l'équipage du Wager était l'aspirant John Byron, plus tard vice-amiral de la Royal Navy et grand-père du célèbre poète George Byron. Le roman de O'Brian suit de près le récit de John Byron.
L'expédition SES 2006 réalise un film de 68 minutes sur le naufrage.
En 2023, l'écrivain David Grann publie le récit du naufrage, de la mutinerie et du procès qui a suivi.
La sortie du film, réalisé par Martin Scorsese, intitulé The Wager, est annoncée pour 2025.

### Documentaires audio
- Naufragés - une histoire vraie, France Inter, 7 janvier 2025 :
  - « La descente aux enfers des marins du Wager - Episode 1 : la mutinerie »
  - « La descente aux enfers des marins du Wager - Episode 2 : le retour inattendu »